# Kinesisk filosofi
Den kinesiske filosofi består af den filosofi, der har udviklet sig i Kina .
Kinesisk filosofi er kendetegnet ved en bred vifte af tankegange, som hver tilbyder særskilte perspektiver på grundlæggende spørgsmål om virkelighedens karakter, etik, politik og menneskelig eksistens.

## Før moderne tid
Indtil til det 20. århundrede var den kinesiske filosofi overvejende politisk filosofi og livsfilosofi,  ,. Den mest udbredte skole var konfucianisme. Denne var en statsideologi, der lagde vægt på at følge moralske regler. Den blev nedkæmpet under maoismen men har oplevet en vis genopblomstring
Kvinder spillede en rolle i den tidlige kinesiske filosofi. Xie Daoyun var en kinesisk filosof og digter. Hun blev set som et symbol på kvindeligt talent i sin samtid. Jing Jiang af Lu blev set som en vigtig filosof inden for konfucianismen. Ben Zhao var den første kvindelige historiker i Kina.

## Moderne tid
Den moderne kinesiske filosofi er bredt anlagt og omfatter blandt andet feminisme og politisk filosofi.
I moderne tid har marxistisk filosofi været særlig betydningsfuld i Kina. Den vigtigste retning blev grundlagt af Mao Zedong som en marxistisk inspireret politisk filosofi, der har dannet grundlag for Folkerepublikken Kina. Hans teorier, militærstrategier og politiske styre bliver omtalt i samlet form som maoisme. Maoismen fik en vis betydning i Vesten under ungdomsoprøret. Ifølge Mao kunne den proletariske revolution kunne gennemføres af bondebefolkningen, hvilket fremgår bl.a. af Maos bog "Rapport om en undersøgelse af bondebevægelsen i Hunan" 1927. Denne form for kommunisme antager desuden, at klassekampen fortsætter også i det socialistiske samfund, som følger efter revolutionen. Man betoner også stærkt betydningen af massemobilisering af folket, til forskel fra sovjetkommunismen, hvor partiet som avantgarde spiller en meget vigtigere rolle.
Sun Yat Sen var en vigtig politisk filosof i begyndelsen af det 20. århundrede. Hans filosofi hedder Tre principper for folket. Der findes desuden en række nutidige kinesiske filosoffer som Gan Yang, der tilhører det nye venstre og arbejder med politisk filosofi, og Jiang Quing, der anbefaler at erstatte marxisme med konfucianisme. Fang Keli har derimod forsøgt at integrere maoisme og traditionel kinesisk kultur. Shigong Jiang er en konservativ socialistisk filosof, der er rådgiver for den kinesiske regering. Han har fremført en teori om, at det kommunistiske parti legemliggør en absolut, uskrevet konstitution.
Xi Jinping har i det 21. århundrede udviklet en sammenhængende politisk filosofi for regeringen af Kina. Den 14. marts 2013 blev han tillige Folkerepublikkens præsident. Hans filosofi indeholder 14 punkter:
1. Sikring af det kommunistiske partis lederskab over alle former for arbejde i Kina.
2. Det kommunistiske parti i Kina bør indtage en folkecentreret tilgang til almenhedens interesse.
3. Fortsættelsen af "omfattende uddybning af reformer".
4. Vedtagelse af nye videnskabsbaserede ideer til "innovativ, koordineret, grøn, åben og delt udvikling".
5. Følge "socialisme med kinesiske karakteristika" med "mennesker som landets mestre".
6. Styring af Kina efter retsstatsprincippet.
7. "Praktisering af socialistiske kerneværdier", herunder marxisme, kommunisme og socialisme
8. At forbedre folks levebrød og velvære er det primære mål for udvikling".
9. Sameksistens med naturen med politikker for "energibesparelse og miljøbeskyttelse" og "bidrage til global økologisk sikkerhed".
10. Styrke den nationale sikkerhed.
11. Det kommunistiske parti i Kina skal have "absolut lederskab over" Kinas folkefrihedshær.
12. Fremme af det ene land, to systemsystemer for Hong Kong og Macau med en fremtid for "fuldstændig national genforening" og til at følge One-China-politikken og 1992-konsensus for Taiwan.
13. Etablere en fælles skæbne mellem kinesere og andre mennesker over hele verden med et "fredeligt internationalt miljø".
14. Forbedre partidisciplinen i det kommunistiske parti i Kina. og moderne kinesisk feminisme

Den moderne kinesiske feminisme vandt frem efter den kinesiske revolution. Den tidlige kinesiske feminisme var tæt forbundet med socialisme og maoisme. He-Yin Zhen var en tidlig feminist, der var anarkist og arbejdede fra eksil i Japan. Hun skrev allerede i 1907, at ligeværd mellem mennesker ikke kunne opnås, før kvinder fik ligestilling og blev frigjort fra undertrykkelse. I nyere tid har Li Xiaojiang gjort sig gældende som en betydningsfuld feminist, der også er påvirket af vestlige idéer  Hun opfatter udviklingen af den globale kvindebevægelse som afgørende. Kvindestudier er væsentlige for den endelige kamp for kvinder. Hun betoner dog også,at Vesten på visse punkter står svagere end Østen. For eksempel giver det kinesiske sprog lettere adgang til at forstå køn som en social konstruktion, efter som ordet ren (menneske) er roden i både ordet mand og kvinde på kinesisk.

## Indflydelse i Danmark
Kinesisk filosofi har haft en vis indflydelse i Danmark, især inden for akademiske kredse, kulturstudier og interkulturel filosofi,.. Mens indflydelsen af kinesisk filosofi i Danmark ikke nødvendigvis er dominerende, har den bidraget til en bredere global interesse for kulturel diversitet og interkulturel forståelse.
Hvis man tager Maoismen i betragtning, har Kinas filosofi haft en mere direkte og politisk indflydelse, . I Danmark, som andre steder i verden, har Maoismen ofte været genstand for analyser, studier og diskussioner inden for politik, samfundsvidenskab og filosofi. I Danmark blev Maoismen især en kilde til inspiration for visse grupper og ungdomsbevægelser i 1960'erne og 1970'erne. Maoismen og Kulturrevolutionens idealer blev set af nogle danske aktivister som en form for global anti-imperialistisk og anti-kapitalistisk revolution. Dette tiltrak unge mennesker, der ønskede at udtrykke solidaritet med internationale bevægelser og kæmpe mod det etablerede system.

## Vigtige kinesiske filosoffer
- Konfutse
- Mao Zedong
- Sun Yat Sen

### Primærlitteratur
- Jiang, Shigong (2017). Chinas Hong Kong. Springer

- Liu (ed)(2013): The Birth of Chinese Feminism. Columbia University Press
- Tse Tsung, Mao (1945) The Foolish Old Man Who Removed the Mountains (《愚公移山》)
- Tse Tsung, Mao (1957) On the Correct Handling of the Contradictions Among the People(《正確處理人民內部矛盾問題》)
- Tse-Tsung, Mao (1966): Om nyt demokrati. Futura
- Tse-Tsung, Mao (1967): Om den rette behandling af modsigelser inden for folket. Futura
- Tse Tsung, Mao (1968): Citater fra Mao Tse-Tsung (den lille røde). KB
- Tse-tung, Mao: Citater fra formand Mao Zedong. - Gyldendal, 1973. - 10, 309 sider. ISBN 87-00-14521-1
- Zedong, Mao: Guerillakrig og politisk strategi: udvalgte taler og skrifter, Kbh. 1969. Udgivet af Jørgen Paludan, redigeret af Ole Hyldtoft
- Xiaojiang, Li (1989): Gap between Sexes, SDX Joint Publishing Company
- Xiaojiang, Li (1989): Study on Women's Aesthetic Awareness, Henan People's Publishing House
- Xiaojiang, Li (1995): Women's Journey — Documentary of Women's Development in the New Era, Henan People's Publishing House
- Xiaojiang, Li (1999): Interpretation of Women, Jiangsu People's Publishing House
- Xiaojiang, Li (1992): Women's Studies, Henan People's Publishing House, 1992, chief editor
- Xiaojiang, Li (1997): Women's Study and Movement — Case Study of China, Oxford University Press
- Xiaojiang, Li (2000): Women or Feminism? — Culture Conflicts and Identity Recognition, Jiangsu People's Publishing House, 2000, chief editor

### Sekundærlitteratur
- Cheng, Anne (2005). «Y at-il une philosophie chinoise?»: est-ce une bonne question?. Extrême-Orient Extrême-Occident, (27), 5-12.
- Draeby, Anders (2018). Livskunsten. Kbh.: Akademisk Forlag
- Granet, Marcel (1934). La Pensée chinoise, plusieurs rééditions
- Favrholdt, David (1971). Kinesisk filosofi. KBH.: Gyldendal
- Favrholdt, David (2016): Kina og os. Vad
- Lefort, Régis. "L’essai sur la vie de Mao Zedong: une autobiographie de Mao." Nord' 65, no. 1 (2015): 11-24.
- Nielsen, Klaus Bo (2003): Kinesisk filosofi- den klassiske periode (550-200 f.v.t.). AUF
- Nielsen, Klaus Bo (2012): Kinesisk religion og livsanskuelse. Aarhus: Aarhus Universitetsforlag
- Søberg, Ulrik (2017): “At praktisere intethed”. DPU
- Wilhelm, Richard (1988): Forvandlingens bog. Strubes Forlag